# Zoologischer Garten I
Zoologischer Garten I ist ein Gemälde von August Macke aus dem Jahr 1912. Es wird dem Expressionismus zugerechnet und gehört zu den bekanntesten Werken des Malers. Seit 1965 befindet es sich im Bestand der Städtischen Galerie im Lenbachhaus, München.

## Beschreibung und Hintergrund
Das Bild hat die Maße 58,5 cm × 98 cm, ist in der Maltechnik Öl auf Leinwand ausgeführt und auf der Rückseite signiert mit: „Macke, Bonn, Zoo“. Im Lenbachhaus trägt es die Inventarnummer G 13329.
Provenienz: Macke verkaufte das Bild an seinen Mäzen und Sammler Bernhard Koehler, Berlin. Die Bernhard-Koehler-Stiftung schenkte es 1965 der Städtischen Galerie im Lenbachhaus, München.
Das Gemälde stellt eine traumhafte Welt dar, in der die Kluft zwischen Menschen, Tieren und Pflanzen in einem Garten friedlich in der für Mackes Bilder der damaligen Zeit typischen leuchtenden Farbigkeit überwunden ist. Die drei aufgereihten Herren mit Bowlerhüten, entsprechend der Mode der 1910er Jahre, in der rechten Hälfte des Bildes, betrachten Kakadus in einem Gehege. Individuelle Züge haben die dargestellten Menschen nicht, im Gegensatz zu dem vorwiegend blauen Papagei im Vordergrund links, und dem roten Papagei rechts im Hintergrund. Am rechten Bildrand vorn beschnuppert ein Reh einen weiteren Mann mit steifem Hut. Es ist eine Art friedliches Übereinstimmen zwischen Mensch und Tier. Vorn links ist in angeschnittener Darstellung eine Antilope in teilweise durchscheinender Zeichnung zu erkennen. Zwei nebeneinander stehende leicht nach vorn gebeugte Männer schauen am linken Bildrand auf einen Teich, in dessen Zentrum sich ein Flamingo mit S-förmigem Hals befindet. Im Hintergrund erscheint hell ein weißes Gebäude.
Die Personen sind in diesem Bild in einer rhythmischen Komposition angeordnet: Eine Person, zwei Personen und schließlich drei. Senkrecht im Mittelpunkt befindet sich ein Baum, der als Lebenssymbol aufgefasst werden kann. An den Fuß dieses Baumes setzte Macke kleine flammenartige Formen, die eine biblische Anspielung sein könnten, denn nach 1 Mose 3,24 ist das „lodernde Flammenschwert“ Hüter des Lebensbaumes nach der Vertreibung aus dem Garten Eden. Mackes Bild Zoologischer Garten I ist also als ein Garten Eden in einer technisierten modernen Zeit aufzufassen, in der Mensch und Natur friedlich zusammenleben, also eine Art Paradies. Seine Verwandtschaft zum Blauen Reiter und besonders dem Werk von Franz Marc ist unübersehbar. Die Literaturwissenschaftlerin Christine Cosentino interpretiert diese mit den Worten „Die reine Menschlichkeit des Tieres soll die reine Tierheit des Menschen neu erwecken. Das Ziel ist Wandlung.“
Entstanden ist das Gemälde nach zahlreichen Besuchen im Kölner Zoo. Macke kannte die Familie Worringer, die damals das Zoorestaurant bewirtschaftete, so konnte er dort seinen Arbeitsplatz einrichten. Zuvor entstanden zahlreiche Skizzen und Studien, die den blauen Papageien und die drei Herren bereits enthielten. Auch sein Bild Gartenrestaurant von 1912 im Kunstmuseum Bern ist mit diesem Zoobild stilistisch eng verwandt. Macke malte weitere Bilder zum Thema. Kleiner Zoologischer Garten in Gelb und Braun, in Privatbesitz und das Triptychon Großer Zoologischer Garten im Museum Ostwall, Dortmund. Von seinen Parisreisen kannte er auch die Bilder von Robert Delaunay. Besonders hatte ihn der Eiffelturm beeindruckt und inspiriert, und so übernahm er aus Delaunays orphischem Kubismus Elemente der leuchtenden Farbigkeit und kantigen Formen. Der Kunsthistoriker und Macke-Kenner Gustav Vriesen erkannte in der Anonymisierung der Personen und deren aufgereihte Anordnung in der Komposition einen „Nachhall“ an die Bilder von Georges Seurat, die Macke auf seiner zweiten Parisreise 1908 bei Félix Fénéon kennen gelernt hatte. Die schwarze Konturierung in Teilen der Zeichnung führt Vriesen auf die Zeit Mackes zurück, in der er sich bewundernd mit Henri Matisse und dem Fauvismus beschäftigt hatte.
Macke selbst fand sein Bild sehr gelungen, so beglückwünschte er am 30. März 1913 seinen Mäzen und Sammler Bernhard Koehler mit den Worten zum Kauf: „Ich habe nachher noch vieles gemalt, auch das ganz große Triptychon, aber das kleine (Zoologischer Garten) ist doch besser.“ Im Almanach Der Blaue Reiter schreibt er: „Die Form ist uns Geheimnis, weil sie der Ausdruck von geheimnisvollen Kräften ist. Die Sinne sind uns die Brücke vom Unfaßbaren zum Faßbaren. Schauen der Pflanzen und Tiere ist: ihr Geheimnis fühlen. Die Sprache der Formen verstehen heißt: dem Geheimnis näher zu sein, leben. Schaffen von Formen heißt: leben.“

## Ausstellungen (Auswahl)
- 1913: Erster Deutscher Herbstsalon, Berlin[7]
- 19. August bis 23. September 1917: Ausstellung deutscher Malerei: XIX. und XX. Jahrhundert, Kunsthaus Zürich[8]
- 18. November 2001 bis 17. Februar 2002: August Macke und die frühe Moderne in Europa, Ausstellung im LWL-Landesmuseum für Kunst und Kulturgeschichte[9]
- 30. Oktober 2020 bis 9. Mai 2021: August Macke. Paradies! Paradies? Museum Wiesbaden[10]

## Rezeption
Das Gemälde fand bei Kunsthistorikern große Zustimmung. So schreibt Gustav Vriesen 1953: „Ein qualitativ besonders hochstehendes und für den Macke des Jahres 1912 charakteristisches Bild ist der Zoologische Garten der Sammlung Koehler.“ Die Kunsthistorikerin Janice Mc Cullagh hält das Bild für ein „modernes Paradies“ und schreibt: „Macke malte die Idee des Menschen. Hier, wie auch in anderen Werken, erweckt der Mensch – gesichtslos zwar – einen Zustand innerer Ruhe.“ Der Kunsthistoriker Ernest W. Uthemann sieht in dem Bild eine „nahezu pantheistische Religiosität, welche aus dem zitierten Macke-Wort spricht.“ Gemeint ist Mackes Essay Die Masken im Almanach Der Blaue Reiter.